# دهستان جون‌آباد
دهستان جون‌آباد، یکی از دهستان‌های بخش لادیز شهرستان میرجاوه در استان سیستان و بلوچستان ایران است. مرکز این دهستان، روستای جون‌آباد است.

## جمعیت
بر پایه سرشماری عمومی نفوس و مسکن در سال ۱۳۹۵، جمعیت دهستان جون‌آباد برابر با ۶٬۴۵۵ نفر بوده‌است.